# Álvaro Magaña
Álvaro Alfredo Magaña Borja (Ahuachapán, 8 de octubre de 1925 - San Salvador, 10 de julio de 2001) fue un político, abogado y economista salvadoreño. Fue el 52°. Presidente de la República; cargo que ejercería de manera interina en el período de 1982 a 1984. Roberto D'Aubuisson acusó a Jaime Abdul Gutiérrez Avendaño de imponer a la Asamblea "su decisión personal de poner a Álvaro Alfredo Magaña Borja en la presidencia" a pesar de un "no categórico" de los diputados de ARENA. Magaña asumió el cargo el 2 de mayo.

## Primeros años y educación
Magaña nació el 8 de octubre de 1925 en Ahuachapán, El Salvador. Fue el menor de seis hijos en una familia de clase media. Magaña estudió en el Colegio San José y luego en el Instituto Nacional de Santa Ana, donde se destacó como un estudiante brillante.
Posteriormente, se trasladó a la capital de San Salvador para continuar sus estudios en la Universidad de El Salvador, donde obtuvo una licenciatura en Economía.

## Carrera profesional
Antes de entrar en la política, Magaña tuvo una carrera exitosa en el sector bancario y académico. Trabajó como economista en el Banco Central de Reserva de El Salvador y fue profesor de Economía en la Universidad de El Salvador.
En la década de los 1970, Magaña se desempeñó como consultor para diversas instituciones internacionales, incluyendo el Banco Mundial y el Fondo Monetario Internacional.
Realizó estudios de derecho en la Universidad de El Salvador y de economía en la Universidad de Chicago en Estados Unidos. Desde 1962, fue funcionario gubernamental en los distintos gobiernos del Partido de Conciliación Nacional. Fue presidente del estatal Banco Hipotecario de El Salvador (1965-1982).

## Presidente de la República de El Salvador (1982-1984)
Fue elegido presidente interino de El Salvador, el 29 de abril de 1982 por Decreto Constituyente Nº 4 de la Asamblea Constituyente elegida de las elecciones del 28 de marzo de 1982. Sustituyó en el poder a la Junta Revolucionaria de Gobierno. Magaña, de tendencia derechista, fue elegido para gobernar mientras se redactaba la nueva Constitución de El Salvador. A su gobierno interino le correspondió preparar las elecciones presidenciales de 1984. 
Su gobierno se le destaca por darle inicio a la nueva constitución salvadoreña creada en 1983.

## Posiciones políticas
Aunque no era miembro de ningún partido político importante, Magaña trató de mantener un equilibrio entre las diversas facciones políticas y militares del país. Su administración recibió apoyo financiero y militar significativo de los Estados Unidos, que estaba interesado en evitar la expansión del comunismo en la región, muchas de las políticas implementadas por Magaña se le han calificado como de la derecha política, manteniendo sus posturas Anticomunistas.

## Trayectoria política
- Ocupó el cargo de Ministro de Educación en el gobierno de Julio Adalberto Rivera (1962-1967).

- Fue candidato presidencial por el Partido Popular Salvadoreño (PPS) en 1972, pero perdió ante el candidato del Partido de Conciliación Nacional (PCN), Arturo Armando Molina.